# 中国海洋学会
中国海洋学会（CSO）隶属于中国科学技术协会，是由海洋科技工作者和涉海单位组成的学术组织。

## 概况
中国海洋学会成立于1979年，挂靠单位为国家海洋局，主管单位是中国科学技术协会。现有会员6700多人，团体会员252个。下属24个分支机构、9个工作委员会和32个全国海洋科普教育基地。
2018年1月，学会被中国科协评为“2017年度全国学会科普工作优秀单位”，是中国海洋学会连续4年获此荣誉。

## 主办刊物
- 《海洋学报》
- 《海洋工程》
- 《海洋科学进展》
- 《海洋学研究》
- 《应用海洋学学报》
- 《海洋环境科学》
- 《海洋世界》
- 《海洋通报》
- 《海洋技术学报》

## 颁发奖项
- 海洋科学技术奖

## 历任理事长
- 第一届：罗钰如
- 第二届：罗钰如
- 第三届：严宏谟
- 第四届：严宏谟
- 第五届：杨文鹤
- 第六届：王曙光
- 第七届：王曙光
- 第八届：陈连增
- 第九届（2021年6月－）：陈连增[3]